# Rebecca Antonaci
Rebecca Antonaci (* 27. November 2004 in Viterbo) ist eine italienische Sängerin und Schauspielerin.

## Leben
Rebecca Antonaci erhielt seit ihrem sechsten Lebensjahr Klavier-, Gesangs- und Tanzunterricht. Von 2014 bis 2016 hatte sie Musicalunterricht bei Serena Mastrosimone, einer Theaterregisseurin, die seit 2011 in Rom und Viterbo Schauspiel- und Musicalunterricht erteilt, sowie seit 2016 Sprechunterricht bei Terry Paternoster. Schon seit ihrem 11. Lebensjahr stand sie in Kurzfilmen vor der Kamera. In jüngerer Zeit spielte sie Nebenrollen in den italienischen Fernsehserien Non dirlo al mio capo (2018), Don Matteo e Luce dei tuoi occhi (2021) und Lea e i bambini degli altri (2022). 2022 erschien ihr erstes Studioalbum Morfina.
Mit Regisseur Saverio Costanzo hat sie 2021 erstmals in einem Werbespot für Barilla zusammengearbeitet. 2022 gab ihr Sostanzo in seinem Film Finalmente l’alba die Rolle der Mimosa. Der Film lief 2023 in Venedig im Wettbewerb um den Goldenen Löwen.
Rebecca Antonaci besucht zurzeit (2023) die Abschlussklasse des Liceo musicale in Viterbo.